# 布蘭科瓦諾韋
47°24′26″N 29°58′11″E / 47.40722°N 29.96972°E
布蘭科瓦諾韋（烏克蘭語：Бранкованове）是位於烏克蘭西南部的村莊，由敖德萨州贝雷济夫卡区的喬霍達里夫卡市鎮負責管轄。該村始建於1897年，面積1.13平方公里，海拔高度124米，2021年人口304，人口密度每平方公里324.78人。